# Магнетометар
Магнетометар је инструмент за мјерење јачине магнетског поља. Има их разних конструкција, зависно и од тога да ли се мјери промјењиво или стално магнетско поље.
Магнетометар за мјерење јачине промјењивог магнетског поља (изазваног проласком наизмјеничне струје) је завојница у којој се индуцира напон по Фарадејевом закону електромагнетске индукције. То се онда приказује на одговарајућој скали или даље обрађује.
Магнетометар за мјерење јачине сталног или полагано промјењивог магнетског поља је другачије конструкције. За примјер узмимо амерички магнетометар Мк.6 Мод 0-4. Има два метална језгра са обрнуто постављеним намотајима кроз које протиче наизмјенична струја фреквенције 800 херца. Изнад језгре је намотан компензациони намотај напајан из батерије.
При нултом спољном магнетском пољу, електромагнетски утицај језгара се поништава, па је показивач нул-иникатора на нули. Кад се инструмент постави у магнетско поље одређеног смјера долази до засићења језгре па се струја у једном намотају повећава а у другом смањује. То доводи до промјене струје нул-индикатора која постаје позитивна или негативна, већ зависно од смјера магнетског поља. Мијењањем баждарене величине струје компензационог намотаја, казаљка се враћа на нулу а јачина поља се очитава преко струје потребне за компензацију. Скала је у орстедима или милиорстедима.